# Даниловград
Даниловград је градско насеље у општини Даниловград, у Црној Гори. Градско насеље Даниловград се налази на десној обали ријеке Зете. Према последњем попису из априла 2011. у њему живи 5.156 становника.

## Историја
У околини Даниловграда налазе се остаци Градине (Мартинићи) из времена кнеза Петра Гојниковића. Двор је саградио кнез Мутимир, такође из династије Властимировића, који је такође овдје сахрањен. Градина је такође била значајна у периоду Немањића, а неки сматрају да је у њој рођен Растко Немањић, оснивач Српске православне цркве.
Даниловград је највеће насеље у Бјелопавлићкој равници, која је добио име по локалном племену Бјелопавлићи, које се први пут помињу у једном документу, датираном 4. августа 1411. године, који се чува у Историјском архиву Дубровника. Даниловград се као млађе насеље, по први пут помиње у вријеме почетка његове изградње 1869. Град је у правом смислу ријечи заживио тек наредне 1870. године када је у саобраћај пуштен мост Војводе Мирка који је повезао двије обале ријеке Зете. Ова година и званично се узима за годину формирања Града на Ћеранића Главици. Он је урбано насеље новијег датума и први пут се јавља на турској географској карти 1876. године, исписаној арапским писмом. Те године објављене су двије турске мапе, на којима се налази и простор Бјелопавлића. На првој карти је обухваћено Приморје, Стара Црна Гора и Брда. Претпоставља се, по начину израде, да је прва карта рађена раније или на основу неке друге старије карте као узорног обрасца. Она представља територију Црне Горе након Конференције амбасадора из краја 1858. године, када су постављене нове границе између турске царевине и Црне Горе, којом је владао књаз Данило Петровић-Његош.
На овој првој карти не помињу се Бјелопавлићи, већ се њој помиње назив ”Брда” у ширем значењу те ријечи. На њој су, са неколико грешака уписани топоними и неки називи као Зета – вода, и насеља: Остурук (Острог), Загорак, Кујава, Творило, Фрутак, Велета, Орја Лука, Главица, Кадића Бован, Разићи, док је Испуж (Спуж) овдје означен као дио турске територије.
Даниловград је основан са циљем да буде престоница Књажевине Црне Горе. Основе за ово планско насеље је поставио књаз Никола Петровић-Његошу 1870. Град је добио име по Николином претходнику, кнезу Данилу Петровић-Његошу. Међутим, након ослобођења Подгорице и Никшића у Црногорско-турском рату, значај Даниловграда је опао.

## Географија
Даниловград, односно његово урбано језгро, налази се на десној обали ријеке Зете, у средишту питоме Бјелопавлићке равнице, у континенталном – средишњем дијелу Црне Горе.
Град је ослоњен на брдо Главица, на 45 метара надморске висине.
Овде се налази Железничка станица Даниловград.

## Црква Свете Текле
Црква Свете Текле (Света Великомученица Текла), саборни је храм у Даниловграду, и спада у најстарије сакралне објекте на територији општине, значајан је вјерски објекат, али и културни споменик, у коме је саткана хероика овог народа. Даниловград је почео да се гради управо око ове светиње. Њено утемељење, судећи по народној традицији која је сачувана до данашњих дана треба тражити у средњем вијеку. Нажалост, не постоје писани документи који би поткријепили ово, али о старом храму говори традиција племена Ћеклића, у Катунској Нахији, коју је забиљежио Петар Шобајић у свом дјелу ”Бјелопавлићи и Пјешивци”.
Траг о овој цркви оставио је, записујући предање, познати руски путописац Павле Ровински у својој књизи Етнографија Црне Горе. Култ Свете Текле јако је изражен и у другим племенима Црне Горе која, очито имају неку заједничку везу са овим крајем.
Значајно је поменути да се око храма Свете Текле одиграла завршна борба између Бјелопавлића и Турака око чувене Битка на Ћуриоцу из 1792. године. Тадашњу турску војску предводили су Осман – ага и Хусеин – ага Мећикукић, који су били дошли чак и до цркве Свете Текле, одакле су их Бјелопавлићи жестоко потукли и повратили. Бјелопавлићи су успјели да надљудским напорима поразе далеко бројнију турску војску посијеку главног агу од Гусиња, и сачувају своју светињу. Његош је ову битку опјевао у Огледалу српском, у пјесми ”Удар на Ћурилац”.

## Демографија
У насељу Даниловград живи 3771 пунољетни становник, а просјечна старост становништва износи 35,1 година (33,8 код мушкараца и 36,3 код жена). У насељу има 1489 домаћинстава, а просјечан број чланова по домаћинству је 3,49.
Ово насеље је углавном насељено Црногорцима (према попису из 2003. године), а у посљедња три пописа, примијећен је пораст у броју становника.
|  |

| Демографија | Демографија | Демографија |
| Година      | Становника  | Становника  |
| ----------- | ----------- | ----------- |
|             |             |             |
|             |             |             |
|             |             |             |
|             |             |             |
| 1948.       | 2.154       |             |
| 1953.       | 2.338       |             |
| 1961.       | 2.690       |             |
| 1971.       | 2.961       |             |
| 1981.       | 3.664       |             |
| 1991.       | 4.409       | 4.388       |
| 2003.       | 5.252       | 5.208       |
| 2011.       |             | 5.156       |
|             |             |             |

| Етнички састав према попису из 2023.‍ | Етнички састав према попису из 2023.‍ | Етнички састав према попису из 2023.‍ | Етнички састав према попису из 2023.‍ | Етнички састав према попису из 2023.‍ |
| ------------------------------------ | ------------------------------------ | ------------------------------------ | ------------------------------------ | ------------------------------------ |
|                                      |                                      |                                      |                                      |                                      |
| Црногорци                            | Црногорци                            |                                      | 10.670                               | 57,31%                               |
| Срби                                 | Срби                                 |                                      | 6.589                                | 35,39%                               |
| Бошњаци                              | Бошњаци                              |                                      | 11                                   | 0,06%                                |
| Албанци                              | Албанци                              |                                      | 63                                   | 0,34%                                |
| Муслимани                            | Муслимани                            |                                      | 63                                   | 0,34%                                |
| Хрвати                               | Хрвати                               |                                      | 38                                   | 0,20%                                |
| Босанци                              | Босанци                              |                                      | 18                                   | 0,10%                                |
| Црногорци-Срби                       | Црногорци-Срби                       |                                      | 42                                   | 0,23%                                |
| Југословени                          | Југословени                          |                                      | 51                                   | 0,27%                                |
| Мађари                               | Мађари                               |                                      | 11                                   | 0,06%                                |
| Македонци                            | Македонци                            |                                      | 36                                   | 0,19%                                |
| Њемци                                | Њемци                                |                                      | 22                                   | 0,12%                                |
| Роми                                 | Роми                                 |                                      | 44                                   | 0,24%                                |
| Руси                                 | Руси                                 |                                      | 93                                   | 0,50%                                |

| \| \| м \| \| \| ж \| \| ? \| 18 \| \| \| 33 \| \| 80+ \| 26 \| \| \| 54 \| \| 75—79 \| 38 \| \| \| 82 \| \| 70—74 \| 69 \| \| \| 95 \| \| 65—69 \| 88 \| \| \| 106 \| \| 60—64 \| 96 \| \| \| 125 \| \| 55—59 \| 110 \| \| \| 109 \| \| 50—54 \| 192 \| \| \| 173 \| \| 45—49 \| 214 \| \| \| 197 \| \| 40—44 \| 195 \| \| \| 187 \| \| 35—39 \| 165 \| \| \| 175 \| \| 30—34 \| 147 \| \| \| 180 \| \| 25—29 \| 175 \| \| \| 158 \| \| 20—24 \| 192 \| \| \| 219 \| \| 15—19 \| 225 \| \| \| 211 \| \| 10—14 \| 255 \| \| \| 214 \| \| 5—9 \| 177 \| \| \| 174 \| \| 0—4 \| 176 \| \| \| 158 \| \| Просек : \| 180 \| \| \| 28 \| |     |  |  |     |
| |     |  |  |     |
| | м   |  |  | ж   |
| ? | 18  |  |  | 33  |
| 80+ | 26  |  |  | 54  |
| 75—79 | 38  |  |  | 82  |
| 70—74 | 69  |  |  | 95  |
| 65—69 | 88  |  |  | 106 |
| 60—64 | 96  |  |  | 125 |
| 55—59 | 110 |  |  | 109 |
| 50—54 | 192 |  |  | 173 |
| 45—49 | 214 |  |  | 197 |
| 40—44 | 195 |  |  | 187 |
| 35—39 | 165 |  |  | 175 |
| 30—34 | 147 |  |  | 180 |
| 25—29 | 175 |  |  | 158 |
| 20—24 | 192 |  |  | 219 |
| 15—19 | 225 |  |  | 211 |
| 10—14 | 255 |  |  | 214 |
| 5—9 | 177 |  |  | 174 |
| 0—4 | 176 |  |  | 158 |
| Просек : | 180 |  |  | 28  |

| Број домаћинстава према пописима из периода 1948—2003. | Број домаћинстава према пописима из периода 1948—2003. | Број домаћинстава према пописима из периода 1948—2003. | Број домаћинстава према пописима из периода 1948—2003. | Број домаћинстава према пописима из периода 1948—2003. | Број домаћинстава према пописима из периода 1948—2003. | Број домаћинстава према пописима из периода 1948—2003. | Број домаћинстава према пописима из периода 1948—2003. |
| Година пописа                                          | 1948.                                                  | 1953.                                                  | 1961.                                                  | 1971.                                                  | 1981.                                                  | 1991.                                                  | 2003.                                                  |
| ------------------------------------------------------ | ------------------------------------------------------ | ------------------------------------------------------ | ------------------------------------------------------ | ------------------------------------------------------ | ------------------------------------------------------ | ------------------------------------------------------ | ------------------------------------------------------ |
| Број домаћинстава                                      | 590                                                    | 669                                                    | 709                                                    | 812                                                    | 1.050                                                  | 1.252                                                  | 1.493                                                  |

| Број домаћинстава по броју чланова према попису из 2003. | Број домаћинстава по броју чланова према попису из 2003. | Број домаћинстава по броју чланова према попису из 2003. | Број домаћинстава по броју чланова према попису из 2003. | Број домаћинстава по броју чланова према попису из 2003. | Број домаћинстава по броју чланова према попису из 2003. | Број домаћинстава по броју чланова према попису из 2003. | Број домаћинстава по броју чланова према попису из 2003. | Број домаћинстава по броју чланова према попису из 2003. | Број домаћинстава по броју чланова према попису из 2003. | Број домаћинстава по броју чланова према попису из 2003. | Број домаћинстава по броју чланова према попису из 2003. |
| Број чланова                                             | 1                                                        | 2                                                        | 3                                                        | 4                                                        | 5                                                        | 6                                                        | 7                                                        | 8                                                        | 9                                                        | 10 и више                                                | Просек                                                   |
| -------------------------------------------------------- | -------------------------------------------------------- | -------------------------------------------------------- | -------------------------------------------------------- | -------------------------------------------------------- | -------------------------------------------------------- | -------------------------------------------------------- | -------------------------------------------------------- | -------------------------------------------------------- | -------------------------------------------------------- | -------------------------------------------------------- | -------------------------------------------------------- |
| Број домаћинстава                                        | 1.489                                                    | 218                                                      | 251                                                      | 236                                                      | 370                                                      | 266                                                      | 103                                                      | 28                                                       | 12                                                       | 3                                                        | 2                                                        |

| Пол    | Укупно | Неожењен/Неудата | Ожењен/Удата | Удовац/Удовица | Разведен/Разведена | Непознато |
| ------ | ------ | ---------------- | ------------ | -------------- | ------------------ | --------- |
| Мушки  | 1.950  | 658              | 1.140        | 53             | 24                 | 75        |
| Женски | 2.104  | 544              | 1.156        | 287            | 53                 | 64        |
| УКУПНО | 4.054  | 1.202            | 2.296        | 340            | 77                 | 139       |

| Пол    | Укупно                    | Пољопривреда, лов и шумарство | Рибарство                            | Вађење руде и камена | Прерађивачка индустрија       |
| ------ | ------------------------- | ----------------------------- | ------------------------------------ | -------------------- | ----------------------------- |
| Мушки  | 842                       | 34                            | 0                                    | 4                    | 156                           |
| Женски | 625                       | 14                            | 0                                    | 1                    | 89                            |
| Укупно | 1.467                     | 48                            | 0                                    | 5                    | 245                           |
|        |                           |                               |                                      |                      |                               |
| Пол    | Производња и снабдевање   | Грађевинарство                | Трговина                             | Хотели и ресторани   | Саобраћај, складиштење и везе |
| Мушки  | 53                        | 42                            | 81                                   | 18                   | 87                            |
| Женски | 8                         | 6                             | 145                                  | 18                   | 15                            |
| Укупно | 61                        | 48                            | 226                                  | 36                   | 102                           |
|        |                           |                               |                                      |                      |                               |
| Пол    | Финансијско посредовање   | Некретнине                    | Државна управа и одбрана             | Образовање           | Здравствени и социјални рад   |
| Мушки  | 3                         | 9                             | 211                                  | 26                   | 20                            |
| Женски | 12                        | 18                            | 77                                   | 77                   | 74                            |
| Укупно | 15                        | 27                            | 288                                  | 103                  | 94                            |
|        |                           |                               |                                      |                      |                               |
| Пол    | Остале услужне активности | Приватна домаћинства          | Екстериторијалне организације и тела | Непознато            | Непознато                     |
| Мушки  | 42                        | 0                             | 0                                    | 56                   | 56                            |
| Женски | 39                        | 0                             | 0                                    | 32                   | 32                            |
| Укупно | 81                        | 0                             | 0                                    | 88                   | 88                            |

## Познате личности
- Радуша Ивановић, црногорска стогодишњакиња, у тренутку смрти најстарија жена у Црној Гори (1919-2024)
- Зорица Павићевић, југословенска рукометашица, освајачица златне медаље на Олимпијским Играма (1984)
- Петар Шкулетић, српски фудбалер
- Зоран Калезић, српски пјевач народне музике
- Драгиша Пешић, црногорски политичар и Предсједник Владе Савезне Републике Југославије (2001-2003)
- Иво Павићевић, српски политичар и адвокат
- Веселин Ђурановић, југословенски политичар и вршилац дужности предсједника Предсједништва СФРЈ (1984-1985)
- Милисав Кољеншић, генерал-мајор Југословенске Народне Армије
- Милован Шарановић, народни херој Југославије
- Благоје Јововић, борац Бјелопавлићке војно-четничке бригаде и атентатор на хрватског поглавника Анту Павелића
- Борислав Јовановић, црногорски писац, пјесник, есејиста и књижевни критичар

## Партнерски градови
Даниловград је побратимљен са сљедећим градовима:
- Розендал, Холандија
- Серпухов, Русија
- Црвенка, Србија
- Доњецк, Украјина
- Јабланица, Босна и Херцеговина
- Коњиц, Босна и Херцеговина
- Грођиск Мазовјецки, Пољска